# Финансовый кризис 2008—2011 годов в Исландии

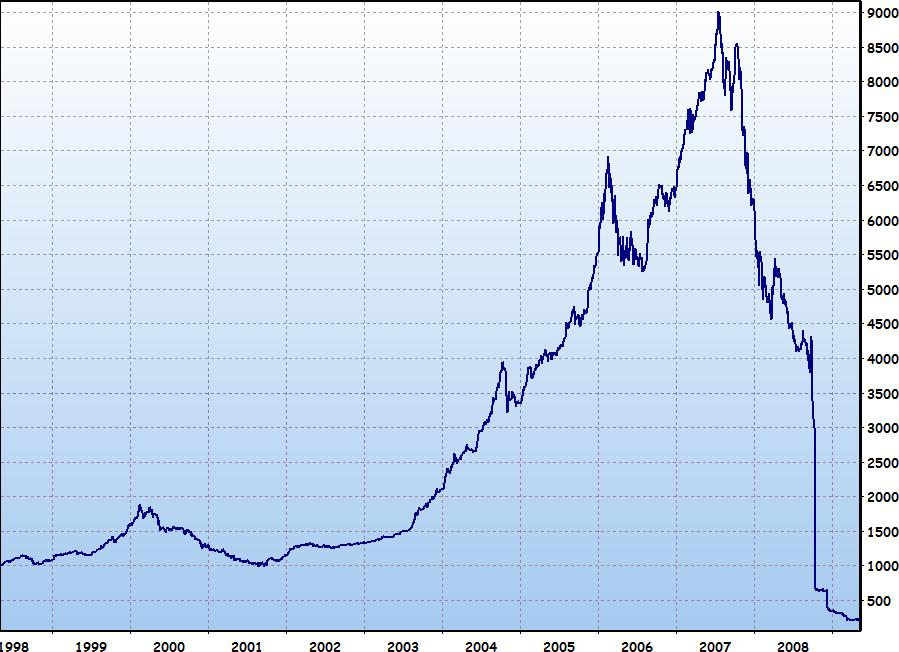
Индекс OMX Iceland 15 с января 1998 года по октябрь 2008 года

Финансовый кризис в Исландии 2008—2009 года — экономический кризис в Исландии, который с началом мирового экономического кризиса был вызван крахом трёх главных банков страны из-за трудностей в рефинансировании их краткосрочных долгов и панического закрытия депозитов вкладчиками из Великобритании и Нидерландов. Относительно размера экономики страны, кризис 2008—2009 года в Исландии — самая большая в истории экономическая катастрофа в масштабах одного государства.
Финансовый кризис имел серьёзные последствия для исландской экономики: стоимость валюты страны упала относительно доллара вдвое, сделки по иностранной валюте были фактически приостановлены в течение многих недель, рыночная капитализация исландской фондовой биржи, у которой 60 % активов были акциями обанкротившихся банков — понизилась более чем на 90 %.
Исландия стала первой за 30 лет развитой страной, которая обратилась за помощью к Международному валютному фонду.
Премьер-министр Гейр Хорде в обращении к гражданам предупредил, что страна может стать банкротом. Экономическая ситуация в стране вызвала массовое недовольство и протесты, которые привели 23 ноября 2008 года к массовым беспорядкам в Рейкьявике. Углубление кризиса подогревало дальнейшие беспорядки, что привело к 25 января 2009 года к отставке министра торговли Исландии Бьоргвина Сигурдссона, а 26 января 2009 года премьер-министр Исландии Гейр Хорде объявил о немедленной отставке всего правительства страны.
1 февраля 2009 года временное правительство возглавила Йоханна Сигурдардоттир, представляющая Социал-демократический альянс во главе коалиции с Лево-зелёным движением при парламентской поддержке Прогрессивной и Либеральной партий. После последовавших в апреле 2009 года парламентских выборов правительство Йоханны Сигурдардоттир из социал-демократов и лево-зелёных стало постоянным. При нём в противовес «жесткой экономии» в континентальной Европе, в Исландии были введены элементы прогрессивного налогообложения вместо плоской ставки налога, повышались студенческие стипендии, а граждане смогли возвращать банковские кредиты в неполном объёме или замораживать их.
Рейкьявик получил значительные зарубежные кредиты — МВФ выделил Исландии 2,1 млрд долларов (ноябрь 2008 года), а четыре скандинавские страны (Финляндия, Швеция, Норвегия и Дания) — 2,5 млрд долларов.
3 января 2010 года парламент Исландии принял законопроект о выплате вкладчикам из Великобритании и Нидерландов 3,4 млрд долл, однако президент Исландии Олафур Рагнар Гримссон (Olafur Ragnar Grimsson) наложил вето на законопроект. Парламент назначил на 6 марта 2010 всенародный референдум по принятию законопроекта о выплате вкладчикам компенсации. 90 % исландцев проголосовали против выплаты компенсации.
17 февраля 2011 года Парламент Исландии одобрил выплаты по банкротству банка Icesave, однако президент страны Олафур Рагнар Гримссон не подписал соглашение с Великобританией и Нидерландами и предоставил народу право решить этот вопрос на референдуме. 57,7 % исландцев проголосовали против выплаты компенсации.
С 2011 года экономика страны растёт, одной из первых в Европе она вернулась на докризисный уровень.
Банки, потерпевшие крах
- Glitnir banki
- Landsbanki Íslands
- Kaupþing banki